# Campionato italiano maschile di pallacanestro 1926
Il campionato italiano maschile di pallacanestro 1926 rappresenta la settima edizione del massimo campionato italiano di pallacanestro.
Per la quinta volta in sei stagioni è stato vinto dall'ASSI Milano guidata da Guido Brocca. Al secondo posto si è classificato lo YMCA Torino, al terzo i Pompieri Venezia.

## Fase finale
Le semifinali si sono giocate il 4 luglio 1926 rispettivamente a Genova e a Venezia. La finale si è disputata l'11 luglio a Venezia.
|  | Semifinali        | Semifinali        | Semifinali  |             |             | Finale      | Finale | Finale |  |
|  |                   |                   |             |             |             |             |        |        |  |
|  | ASSI Milano       | ASSI Milano       | 31          |             |             |             |        |        |  |
|  | ASSI Milano       | ASSI Milano       | 31          |             |             |             |        |        |  |
|  | Pompieri Venezia  | Pompieri Venezia  | 14          |             |             |             |        |        |  |
|  | Pompieri Venezia  | Pompieri Venezia  | 14          |             | ASSI Milano | ASSI Milano | 20     |        |  |
|  |                   |                   |             |             | ASSI Milano | ASSI Milano | 20     |        |  |
|  |                   |                   | YMCA Torino | YMCA Torino | 13          |             |        |        |  |
|  | YMCA Torino       | YMCA Torino       | YMCA Torino | YMCA Torino | 13          | 2           |        |        |  |
|  | YMCA Torino       | YMCA Torino       |             |             |             |             |        |        |  |
|  | De Amicis Trieste | De Amicis Trieste | 0           |             |             |             |        |        |  |

## Verdetti
- Campione d'Italia:  ASSI Milano

Formazione: Bruno Bianchi, Guido Brocca (capitano), Carlo Canevini, Aldo Roveda, Giuseppe Sessa, Alberto Valera. Allenatore: Guido Brocca.